# Улица 2-я Безбожная (Рязань)
2-й Вокзальный проезд расположен в Железнодорожном районе г. Рязани. 
Ко 2-му Вокзальному проезду примыкает Малое шоссе, Транспортный и Комсомольский переулок, Кооперативный и Коммунистический переулок.

## История
До октябрьской революции на Троицкой слободе (Ново-Александровская слобода), недалеко от станции Рязань Московско-Казанской железной дороги и Малого шоссе располагались Первая и Вторая Банные улицы. Название улиц было образовано по расположению бани в Троицкой слободе.
В советское время в Рязани действовал Союз воинствующих безбожников (1925—1947), который проводил большую работу по пропаганде атеизма. В 1935 г. по предложению Рязанского отделения Союза воинствующих безбожников Первую и Вторую Банные улицы Троицкой слободы переименовали в улицу 1-я Безбожная и 2-я  Безбожная.
В 2016 г. после победы республиканца Дональда Трампа на выборах президента США в сети Интернет размещалась шуточная петиция в Рязанскую городскую думу с просьбой переименовать 2-ю Безбожную улицу в честь Дональда Трампа.
В марте 2023 г. по инициативе "Союза православных женщин" депутаты Рязанской городской думы решили переименовать Безбожные улицы в Вокзальные проезды.

## Историческая справка
Большую антирелигиозную работу проводит Рязанский городской Совет Союза Воинствующих безбожников. В городе насчитывается 73 ячейки СВБ: 12 ячеек на предприятиях, 20 в школах и учебных заведениях, 41 в учреждениях.
Ячейки безбожников объединяют свыше 4000 членов. При горсовете СВБ работает лекторская группа. Среди лекторов лучшие антирелигиозные силы города и преподаватели государственного педагогического института. За 1940 год лекторами на предприятиях и учреждениях прочитана 181 лекция. Лекции посетило 17892 человека.
Большую антирелигиозную работу проводит также актив низовых ячеек безбожников. За 1940 год силами активистов безбожников проведено 223 беседы и доклады, обслужено 11.728 человек.
Особенно хорошо работают ячейки СВБ Рязанской обувной фабрики «Победа Октября», промыслово-кооперативных артелей имени Крупской и Клары Цеткин.